# Helicoverpa guidellii
Helicoverpa guidellii là một loài bướm đêm trong họ Noctuidae.